# إصطبل داخلي

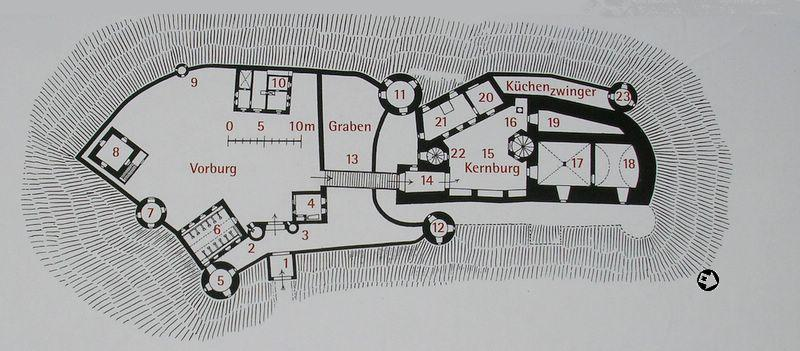
مخطط الأسوار الخارجية والداخلية لقلعة Alt-Trauchburg (ألمانيا). وإلى يمينه يوجد حوض داخلي يمكن الوصول إليه عبر جسر خشبي.

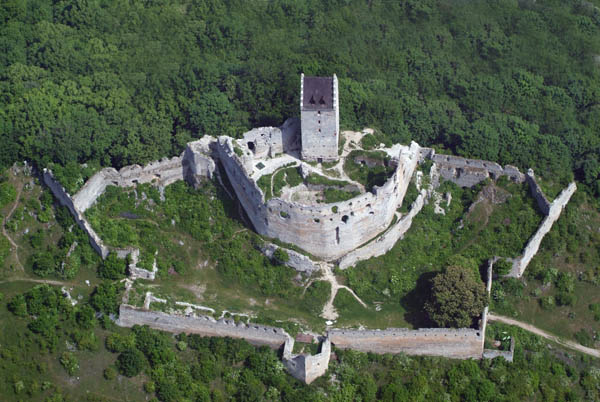
قلعة توبولتشاني (سلوفاكيا) مع جناح داخلي وخارجي.

الإصطبل الداخلي أو الجناح الداخلي هو عبارة عن حاوية محصنة بقوة تَقع في قلب قلعة من القرون الوسطى وتكون مَحمية بواسطة الجناح الخارجي، وأحيانًا أيضًا زوينجر [الإنجليزية]، أو خندق مائي، والحائط الساتر وغيرها من الأعمال الخارجية. اعتمادًا على الطبوغرافيا، يمكن أن يُطلق عليه أيضًا اسم إصطبل علوي أو جناح علوي.
يمكن أن تتراوح الإصطبلات بأنواعها (داخلية أو خارجية) من أماكن بسيطة إلى أماكن دفاعات متحدة قوية، اعتمادًا على السلوك المحلي وحسب مستوى التحصين المطلوب؛ أدت التقاليد الإقليمية أيضًا إلى تصميمات جديدة ومميزة عن الأخرى.
يحتوي الإصطبل الداخلي على أهم أماكن المعيشة والعناصر الدفاعية لصاحب المكان وعائلتهُ، على سبيل المثال، القاعة الكبرى، القصر، منزل البرج، المنزل أو البرجفريد الخاص بـالبرج. عادةً ما يتم العثور على بئر أو صهريج القلعة في الإصطبل الداخلي، لأن إمدادات المياه كانت ذات أهمية خاصة في الماضي من أجل التمكن من الصمود عند حصول حصار خلال فترة زمنية مُحددة أو غير مُحددة.
عادة ما يكون الجَناح الداخلي هو أقدم جزء من القلعة، لأنه يحتوي على تلك المباني التي كانت أول ما تم بناؤه أثناء بناء الجناح. وغالبًا ما تحتوي على أبراج مرافقة تتيح تجهيز وسائل الحماية أو الدفاع أمام الحائط الساتر وتوفر حماية إضافية لبوابة القلعة.

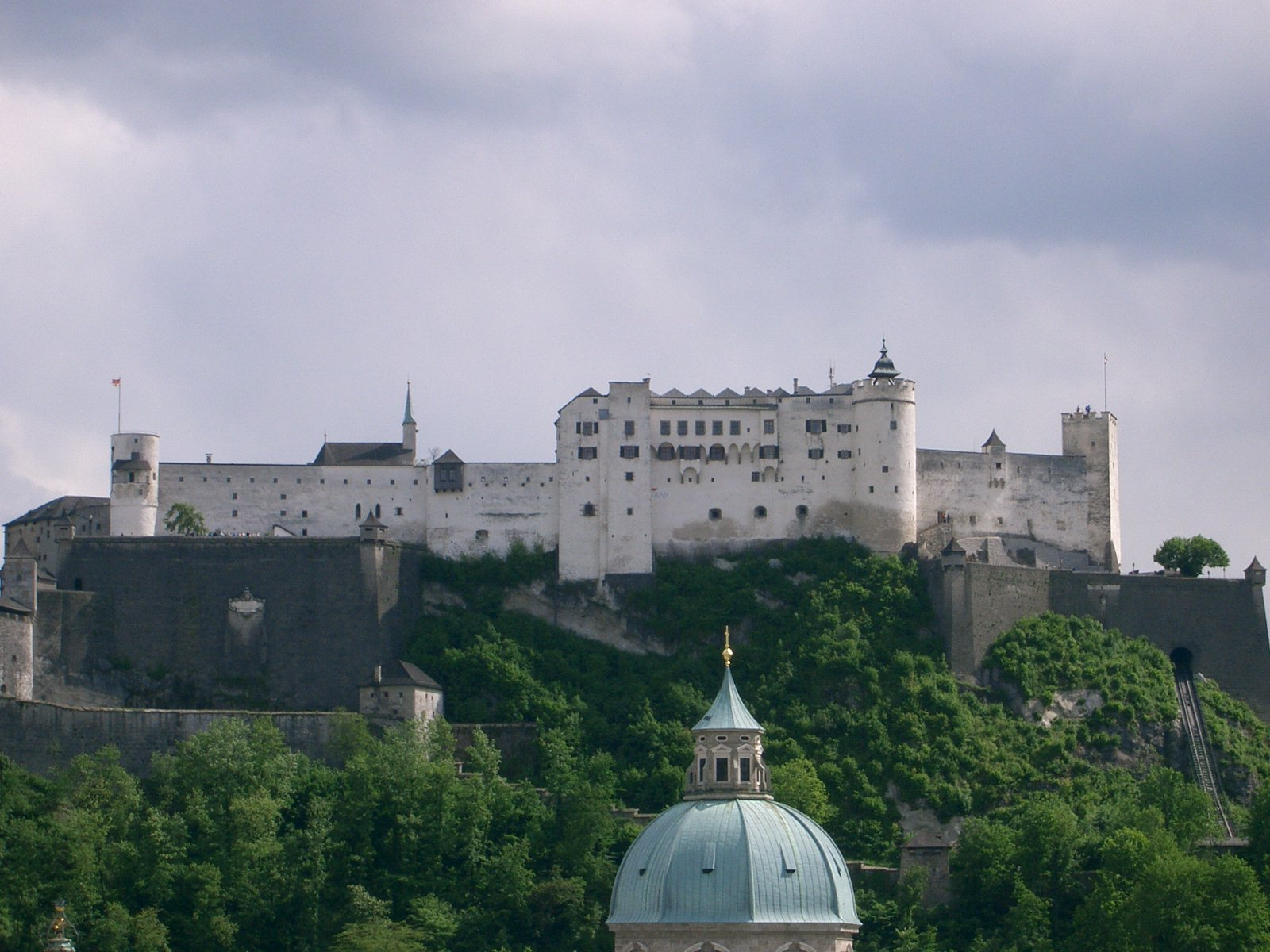
القلعة من الحقبة الحديثة المبكرة في Hohensalzburg (النمسا) مع الجناح الداخلي القديم ويمكن ملاحظتهُ في الوسط